# コルネリス・ファン・ハールレム
コルネリス・コリネルスゾーン・ファン・ハールレム (Cornelis Corneliszoon van Haarlem, 1562年-1638年)は、ハールレム出身の画家。ハールレムのマニエリスム派の主要なメンバーであり、バルトロメウス・スプランヘルの影響を多大に受けた画家である。スプランヘルの素描はカレル・ファン・マンデルによって1585年にハールレムにもたらされ、その地の画家たちに影響を与えた。ファン・ハールレムは主に肖像画や神話画、宗教画を描いた。当初はサイズの大きな作品で、イタリア風の解剖学的に不自然なねじれた裸体像を描いていたが、後にはオランダの伝統的な写実へと作風が変わっていった。

## 生涯
裕福な家庭に生まれるが、ファン・ハールレムの両親は1568年に八十年戦争の影響下、スペイン軍を避けてハールレムから移動した。しかしファン・ハールレムはハールレムに残り、画家のピーテル・ピーテルスゾーン・アールツェンに育てられその元で修業した。後にルーアンやアントワープでも学んだ。
ファン・ハールレムは市でも知られた人物となり、1583年にハールレム市から依頼を受けて市民軍の集団肖像画を描いた。後に彼は市の画家として市から多くの依頼を受けた。 
カレル・ファン・マンデルとバルトロメウス・スプランヘル等と共にファン・ハールレムはハールレム・アカデミー (Haarlem Academy) を設立した。これはおそらく非公式のグループで、集まってヌードデッサンをしたり、作品について意見を交わすものだったと思われる。また、その市の聖ルカ組合を再組織する点でも重要な役割を果たした。ファン・ハールレムの弟子にはサロモン・デ・ブライやコルネリス・ヤコブスゾーン・デルフ、コルネリス・エンヘルスゾーン（Cornelis Engelsz.）、ヘーリット・スウェーリンクらがいる。弟子のコルネリス・クラースゾーン・ヘーダ（ウィレム・クラースゾーン・ヘーダの兄弟）はインドのビジャープルのスルタンの元で活躍し、ファン・ハールレムの作風をインドに伝えた。
ファン・ハールレムは1603年より前にハールレム市長の娘Maritgen Arentsdochter Deymanと結婚した。1605年には義理の父親の財産の1/3を相続している。1631年もしくは32年には孫のコルネリス・ベーハが生まれており、彼もまた画家となりヤン・ステーンなどに影響を与えた。

## ギャラリー

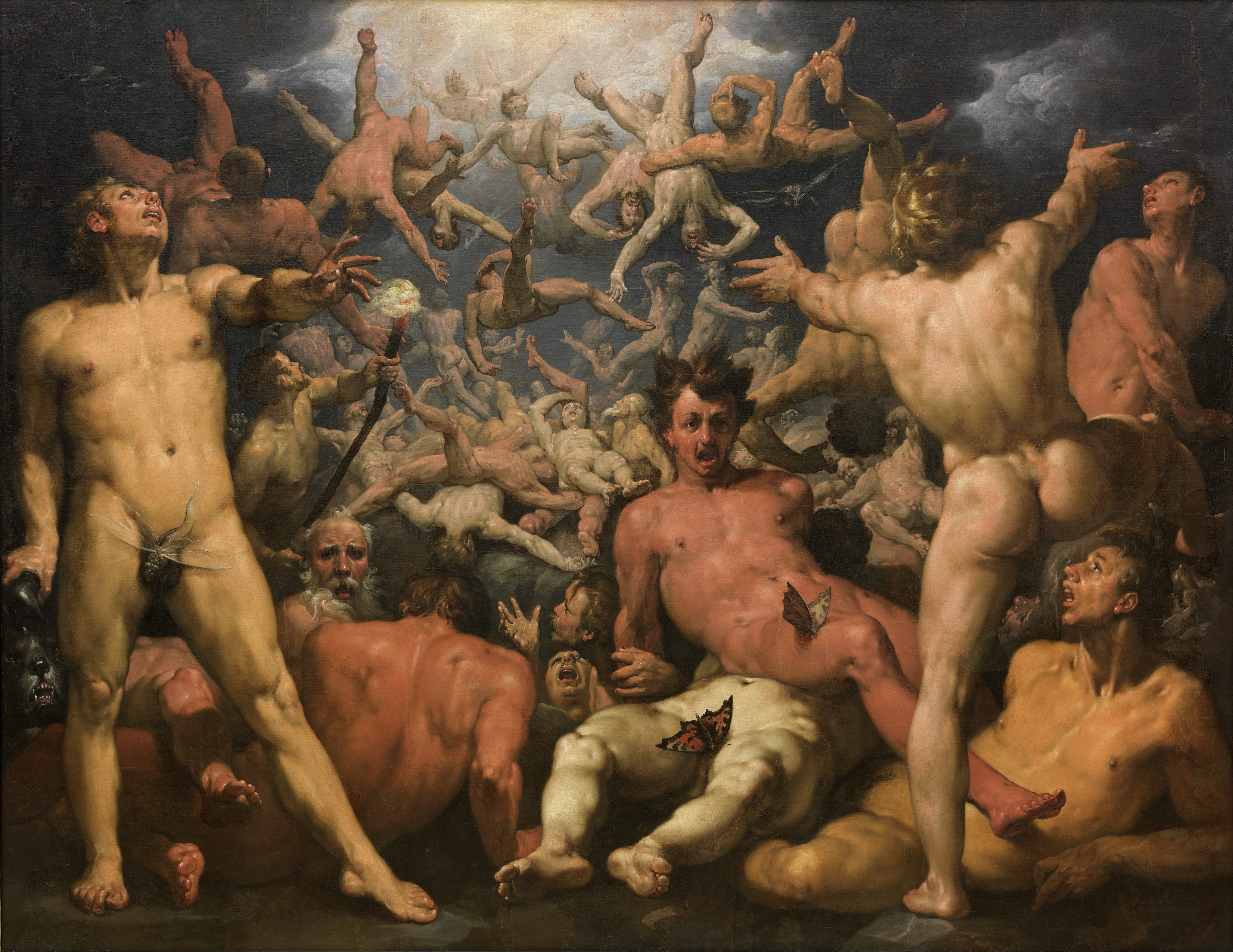
『ティタンの堕落』 (1588)
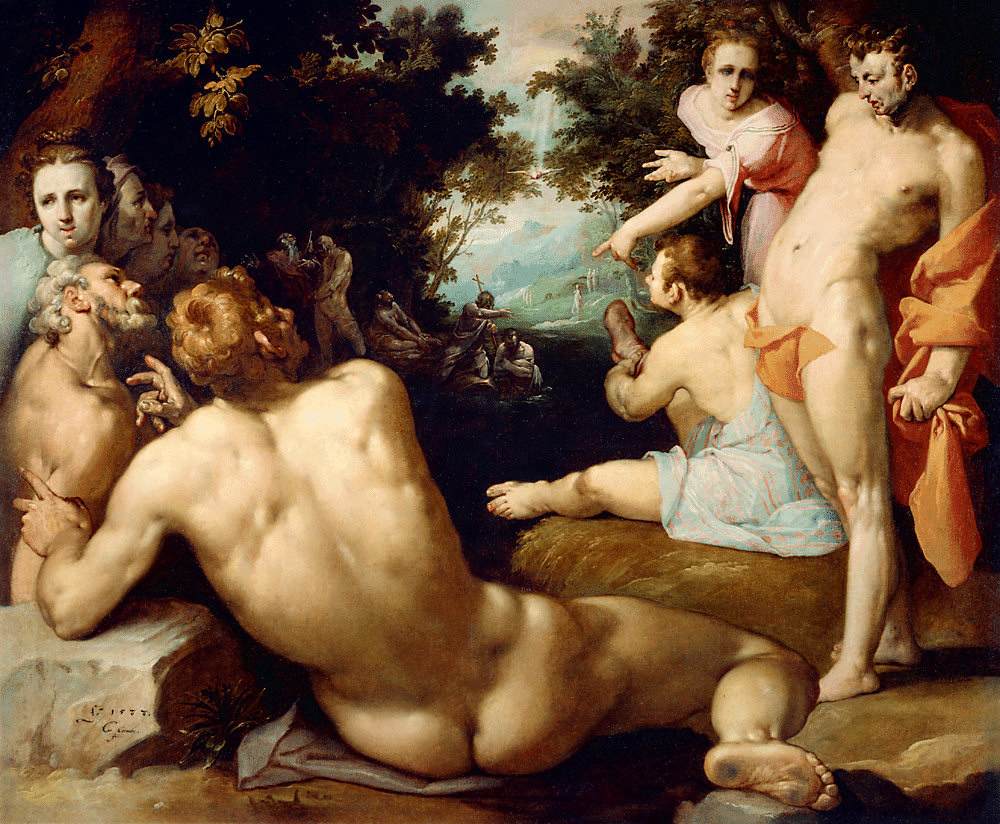
『キリストの洗礼』 (1588)
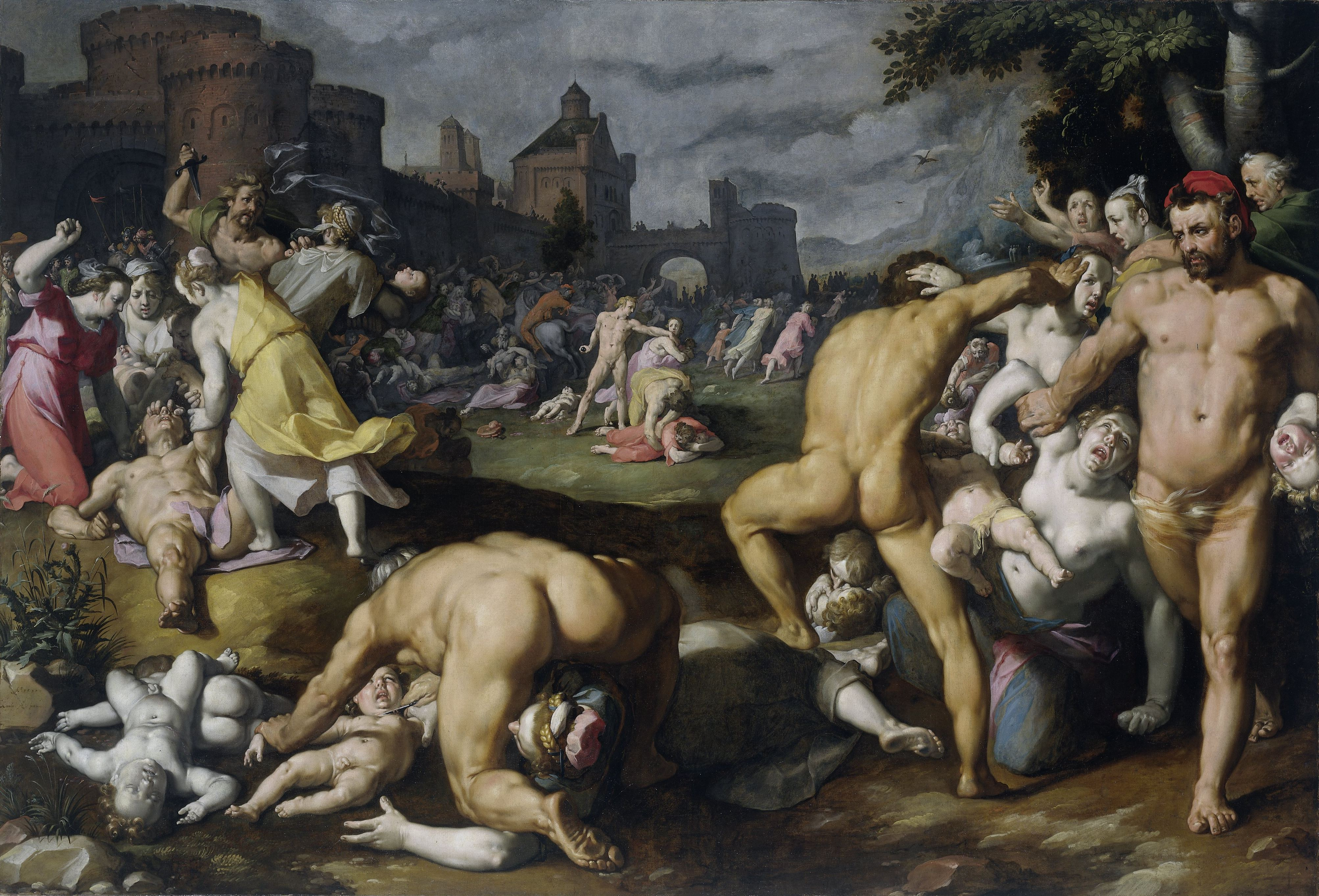
『幼児虐殺』 (1590)
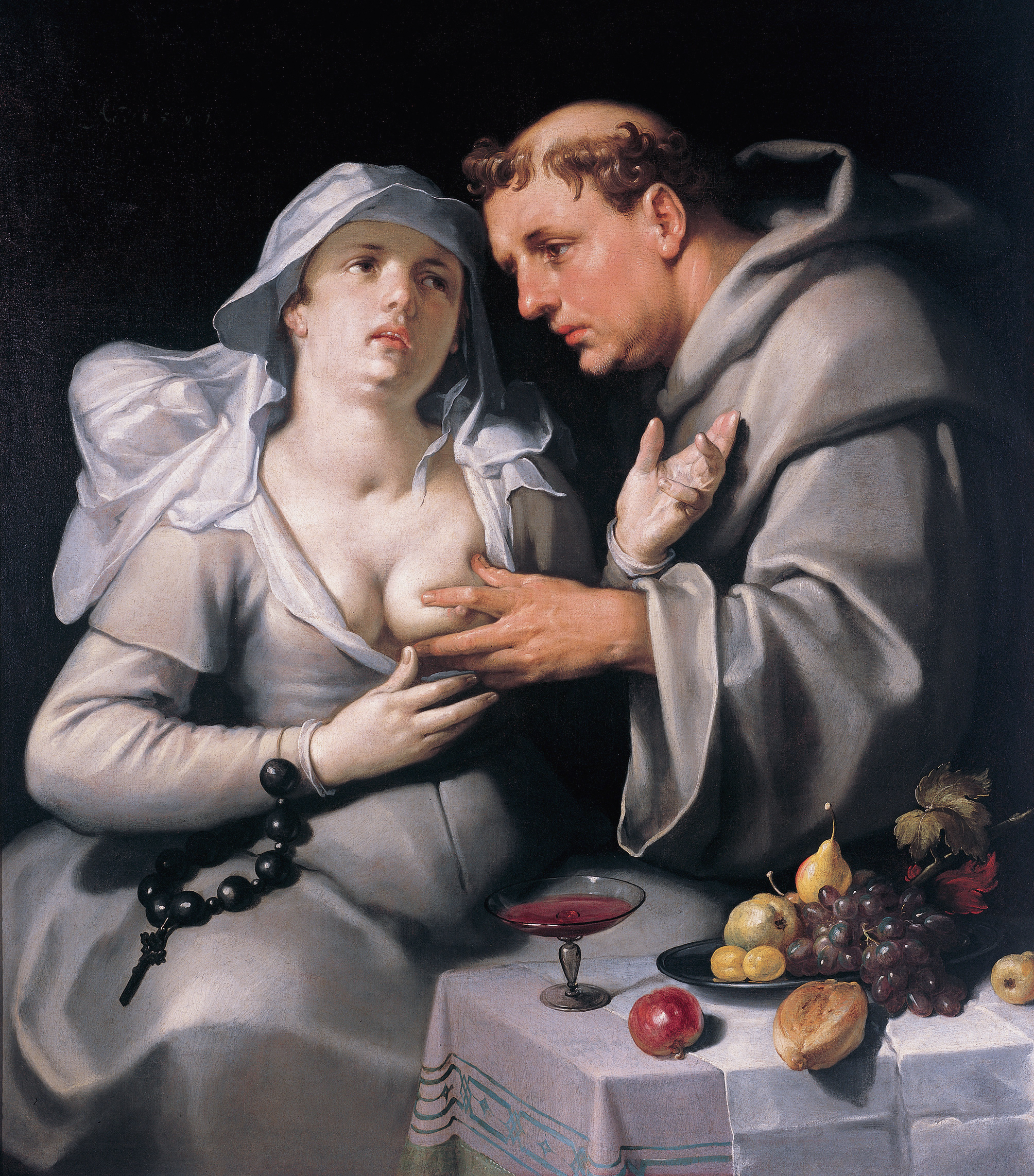
『修道女と修道士』 (1591)
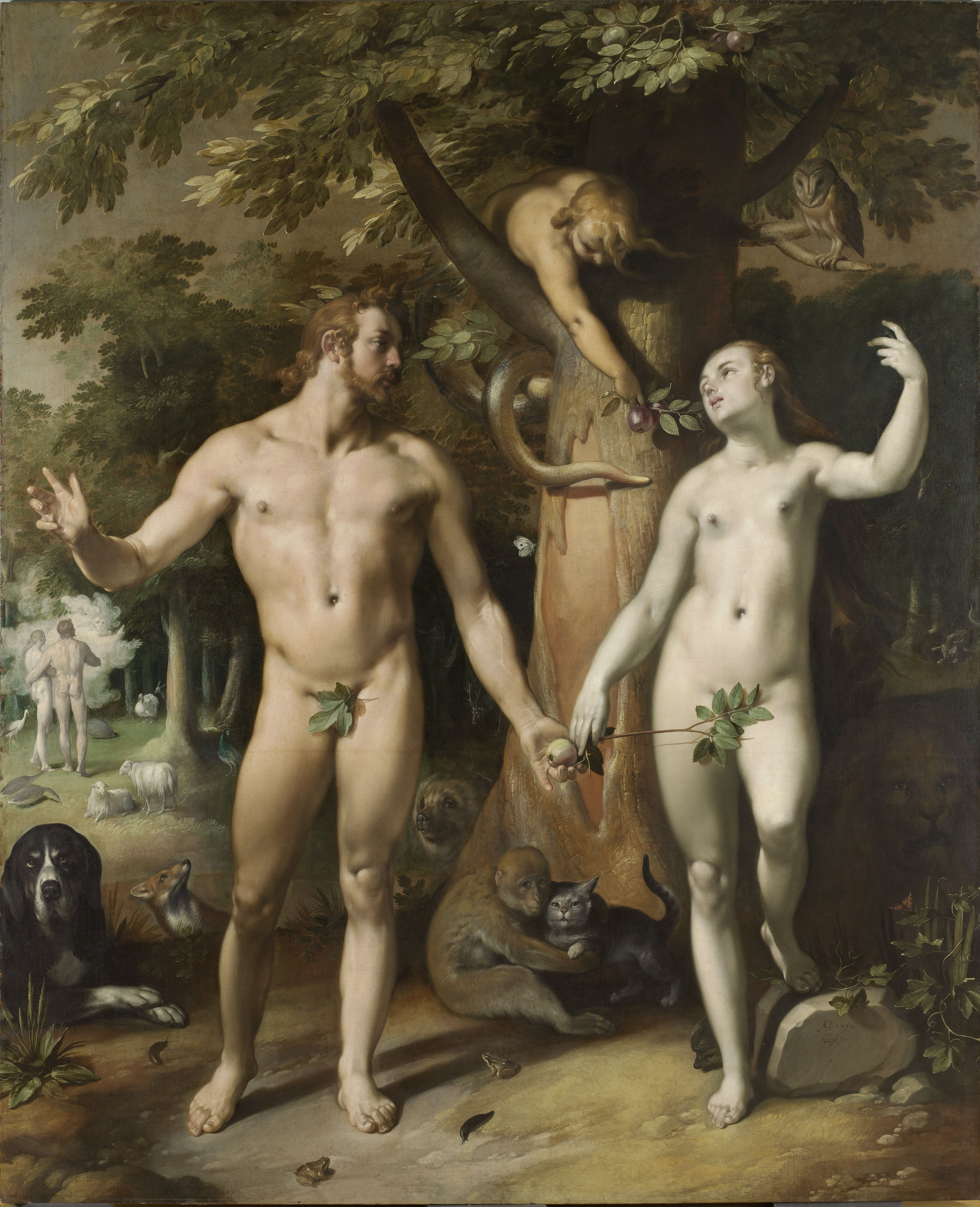
『人間の堕落』 (1592)
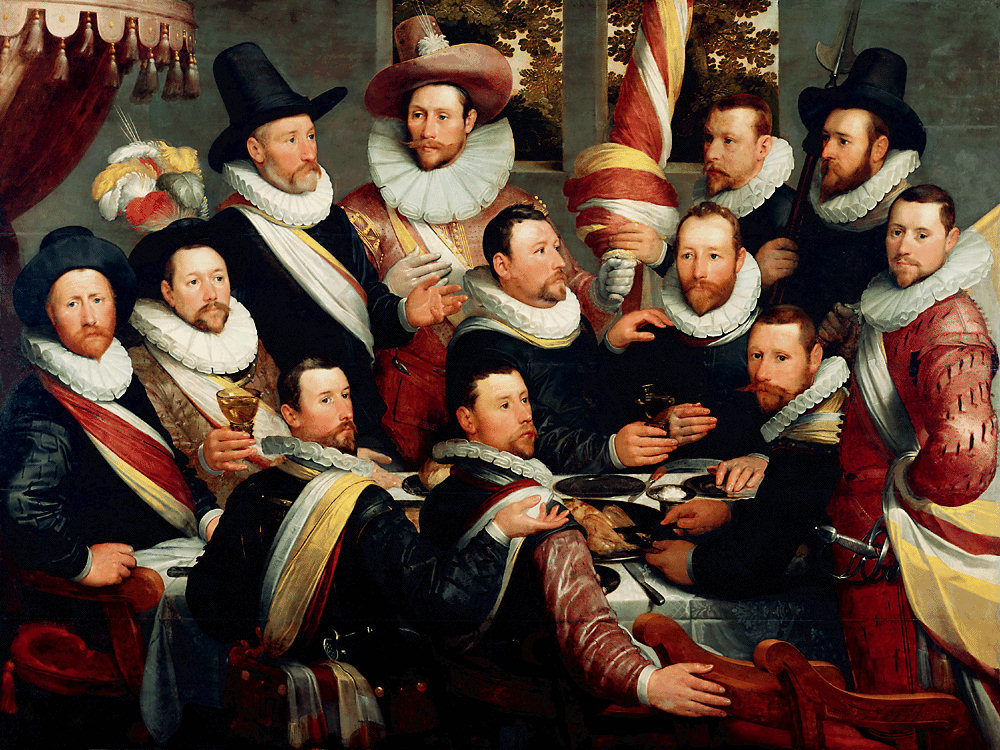
『セント・ジョージ会社の役員の宴会』 (1599)
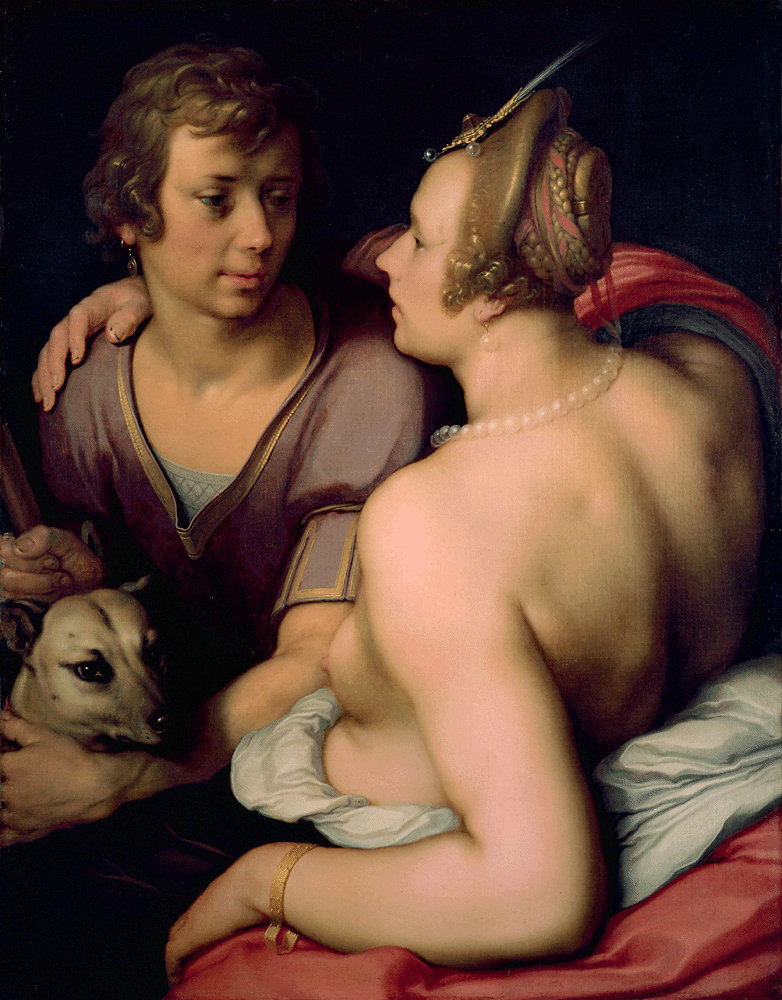
『ヴィーナスとアドニス』 (1614)
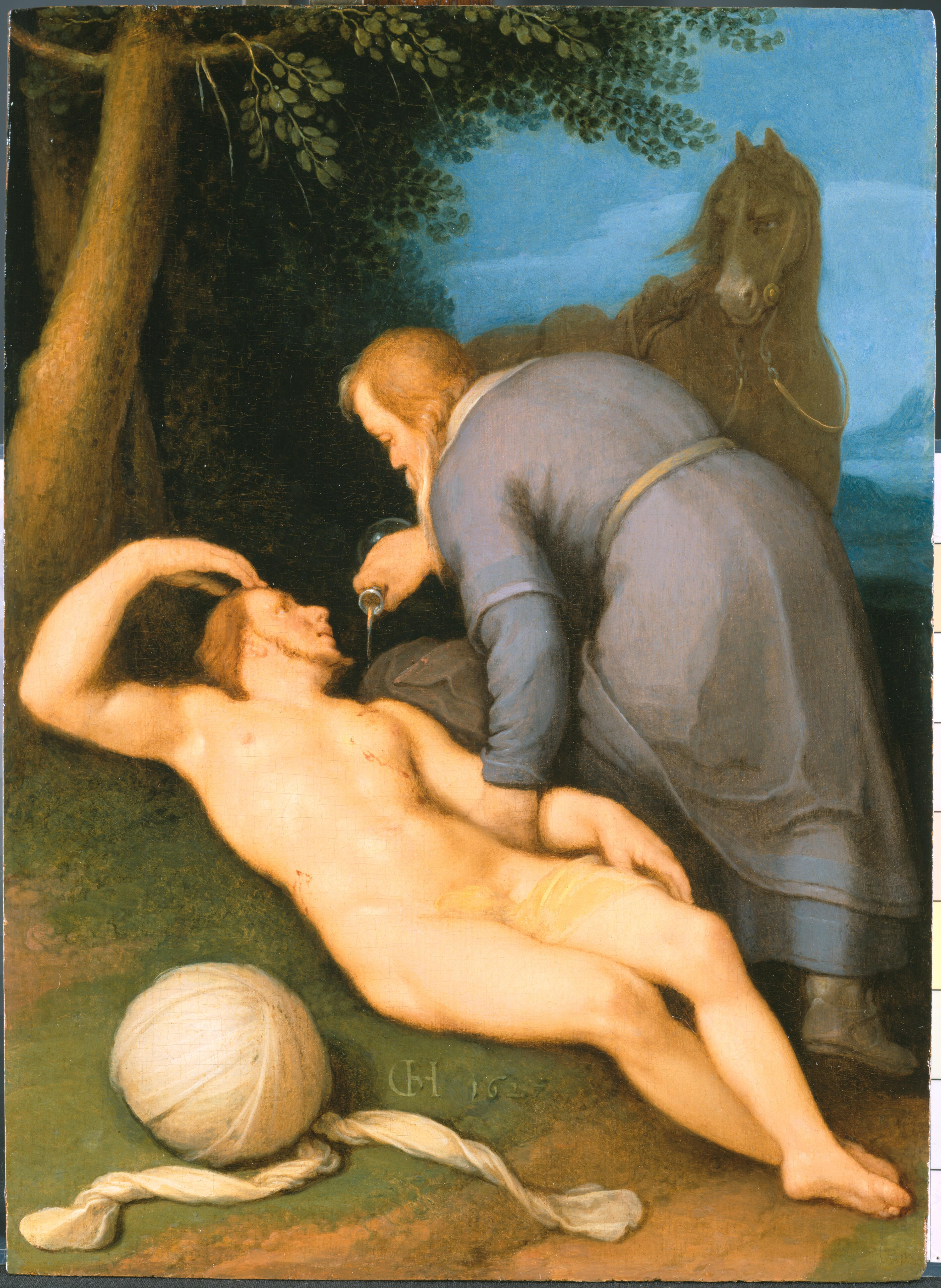
『良きサマリア人』 (1627)

## 参照
1. 1 2  Slive, 8
2. ↑  Cornelis Cornelisz. van Haarlem in the RKD
3. ↑  Gijs Kruijtzer,Xenophobia in Seventeenth-Century India (Leiden: Leiden University Press, 2009), 21
4. ↑  アーサー・K.ウィーロックJr., イヘ・フェルスライプ, 尾崎眞人, ダニエル・H.A.C.ローキン, 千足伸行 (2011). フェルメールからのラブレター展：公式カタログ. 朝日放送、テレビ朝日、博報堂DYメディアパートナーズ. pp. 80、190

## 文献
- Seymour Slive, Dutch Painting, 1600-1800, Yale UP, 1995,ISBN 0300074514